# 卡瓦白庆乡
卡瓦白庆乡，是中华人民共和国西藏自治区昌都市八宿县下辖的一个乡镇级行政单位。

## 行政区划
卡瓦白庆乡下辖以下地区：
拉巴村、吉卡村、卡瓦村、卡堆村、扎巴村和卡色村。